# Toton (film, 1919)
Pour les articles homonymes, voir Toton (homonymie).
Pour plus de détails, voir Fiche technique et Distribution.
Toton (parfois appelé aussi Toton the Apache), est un film américain, réalisé par Frank Borzage, sorti en 1919.

## Synopsis
Au Quartier latin, David Lane, un artiste américain, épouse son modèle Yvonne, mais juste avant la naissance de leur bébé, la mère de David meurt et il doit retourner aux États-Unis. En l'absence de David, son père engage un avocat pour convaincre Yvonne que David l'a abandonnée, et, accablée de chagrin, elle meurt peu après la naissance de sa petite fille. Pierre, un ami fidèle d'Yvonne, élève la fillette comme un garçon, qu'il nomme Toton, et l'entraîne à devenir pickpocket. Pendant ce temps, David adopte un garçon nommé Carew, et lorsque celui-ci devient adulte, ils déménagent à Paris pour ouvrir un studio artistique.
Alors qu'il est en train de cambrioler le studio, Pierre reconnaît David et, pour venger la mort d'Yvonne, il prétend que Toton a été élevée dans la haine de son père. Plus tard, Pierre finit par être convaincu de l'innocence de David et, avant de mourir, il révèle la vérité à Toton. La jeune femme et son père se retrouvent et elle se marie avec Carew.

## Fiche technique
- Titre original : Toton
- Réalisation : Frank Borzage
- Scénario : Catherine Carr
- Photographie : Jack MacKenzie
- Société de production : Triangle Film Corporation
- Société de distribution : Triangle Distributing Corporation
- Pays d’origine :  États-Unis
- Langue : anglais
- Format : Noir et blanc - 35 mm - 1,37:1 - Muet
- Genre : drame
- Durée : 6 bobines
- Date de sortie :
  - États-Unis : 30 mars 1919
- Licence : Domaine public

## Distribution
- Olive Thomas : Toton / Yvonne
- Norman Kerry : David Lane
- Francis McDonald : Pierre
- Jack Perrin : Carew

## Autour du film
Des scènes ont été tournées sur les lieux de l'exposition de San Diego de 1915.